# Goianul Nou, Stînga Nistrului
Goianul Nou este un sat din componența comunei Dubău din Unitățile Administrativ-Teritoriale din Stînga Nistrului, Republica Moldova. În 2004 la Goianul Nou locuiau 129 de persoane, din care 125 moldoveni și 4 ucraineni.